# Wolfgang Rolff
Wolfgang Rolff, född 26 december 1959 i Lamstedt, är en tysk fotbollstränare och före detta spelare.

## Spelarkarriär
Wolfgang Rolff gjorde under sin karriär 356 matcher i Bundesliga för Hamburger SV, Bayer Leverkusen, Bayer 05 Uerdingen och Karlsruher SC. Under sin tid i Hamburg var han med om att vinna både Bundesliga samt Europacupen, där man vann mot Juventus i finalen 1983. Rolff vann även UEFA Cupen med Bayer Leverkusen 1988.
Rolff debuterade i västtyska landslaget 1983 och var med i truppen till både EM 1984 och EM 1988 där han spelade två matcher i både mästerskapen. Han spelade även två matcher i VM 1986 där Västtyskland förlorade mot Argentina i finalen.

## Tränarkarriär
1997 blev Rolff anställd hos Hamburger som assisterande tränare till Felix Magath. 1998 blev han huvudtränare för SV Meppen men lämnade efter att klubben åkte ur 2. Bundesliga. Han återgick till att agera assisterande tränare till Karlsruher SC, VfB Stuttgart, Bayer Leverkusen samt Kuwait. Sedan 2004 är han assisterande tränare i Werder Bremen.

## Meriter
Hamburger SV
- Bundesliga: 1983
- Europacupen: 1983

Bayer Leverkusen
- UEFA-cupen: 1988